# 恩里克·西蒙奈

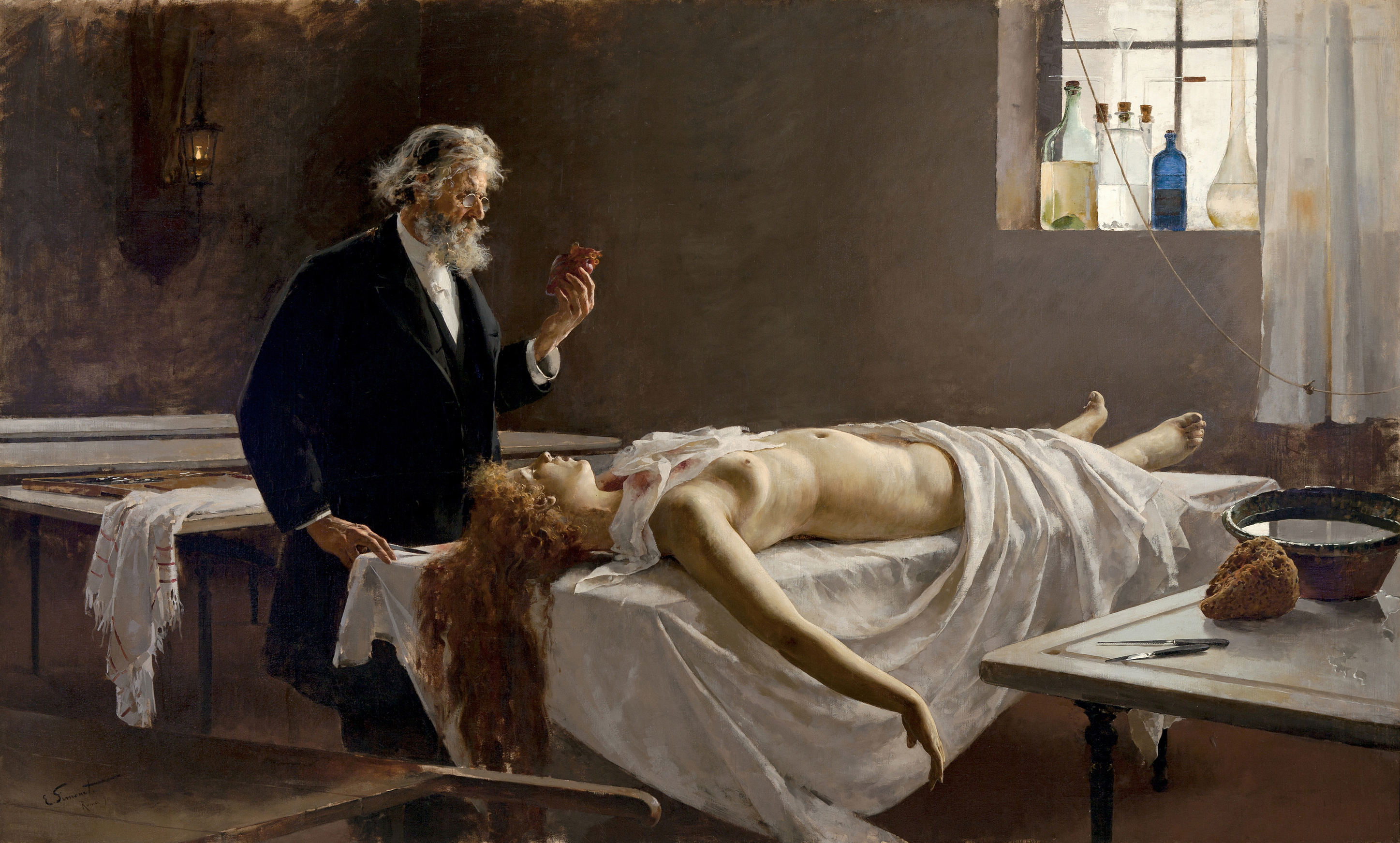
解剖心脏 177 x 291 cm 1890年

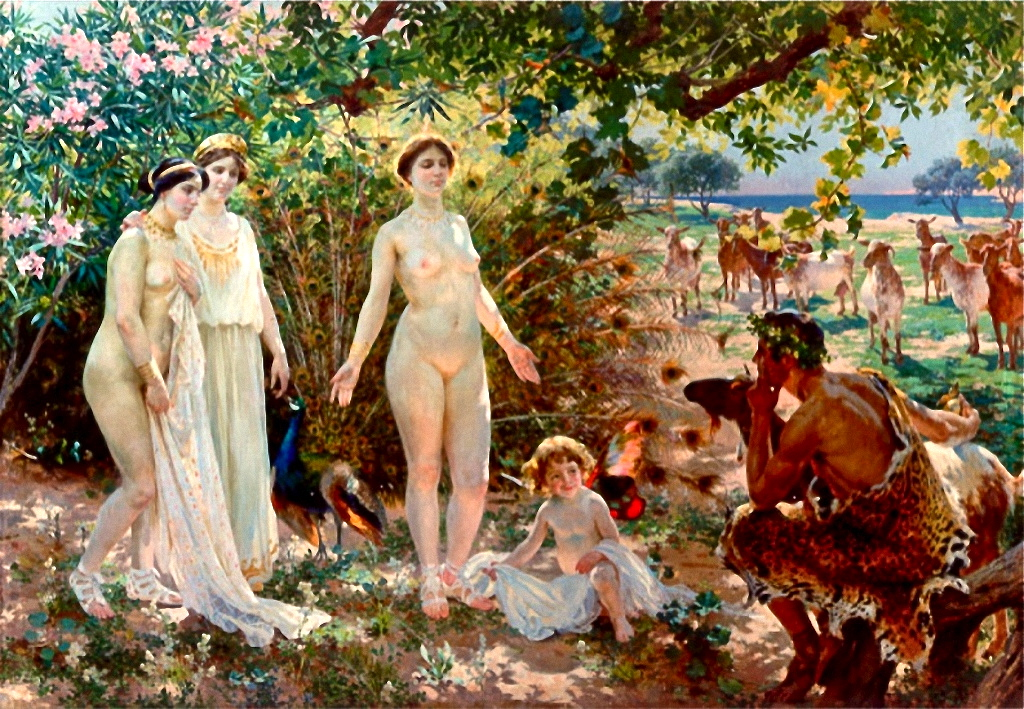
帕里斯的裁决 215 x 331 cm 1904年

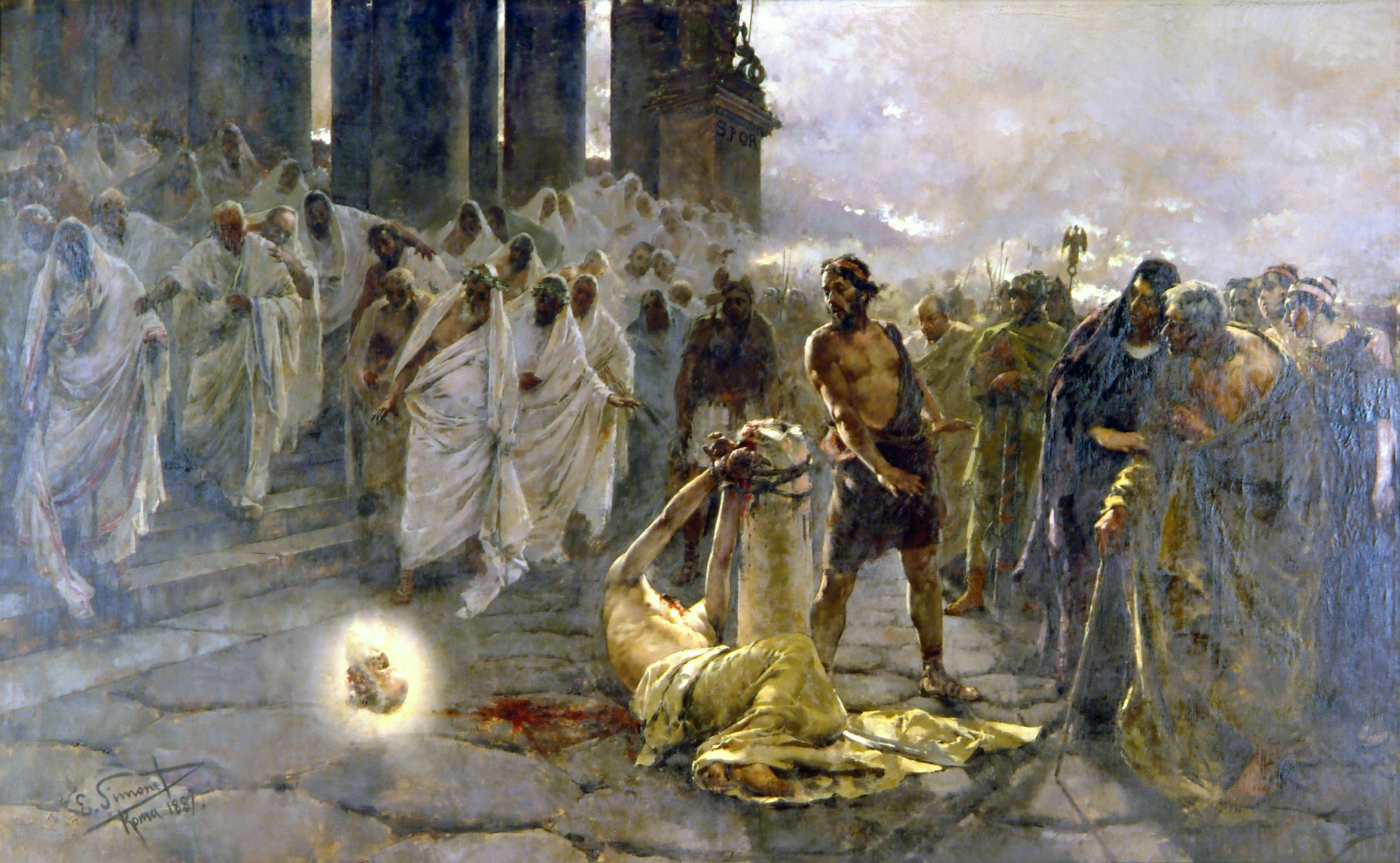
圣保禄被砍头 1887年

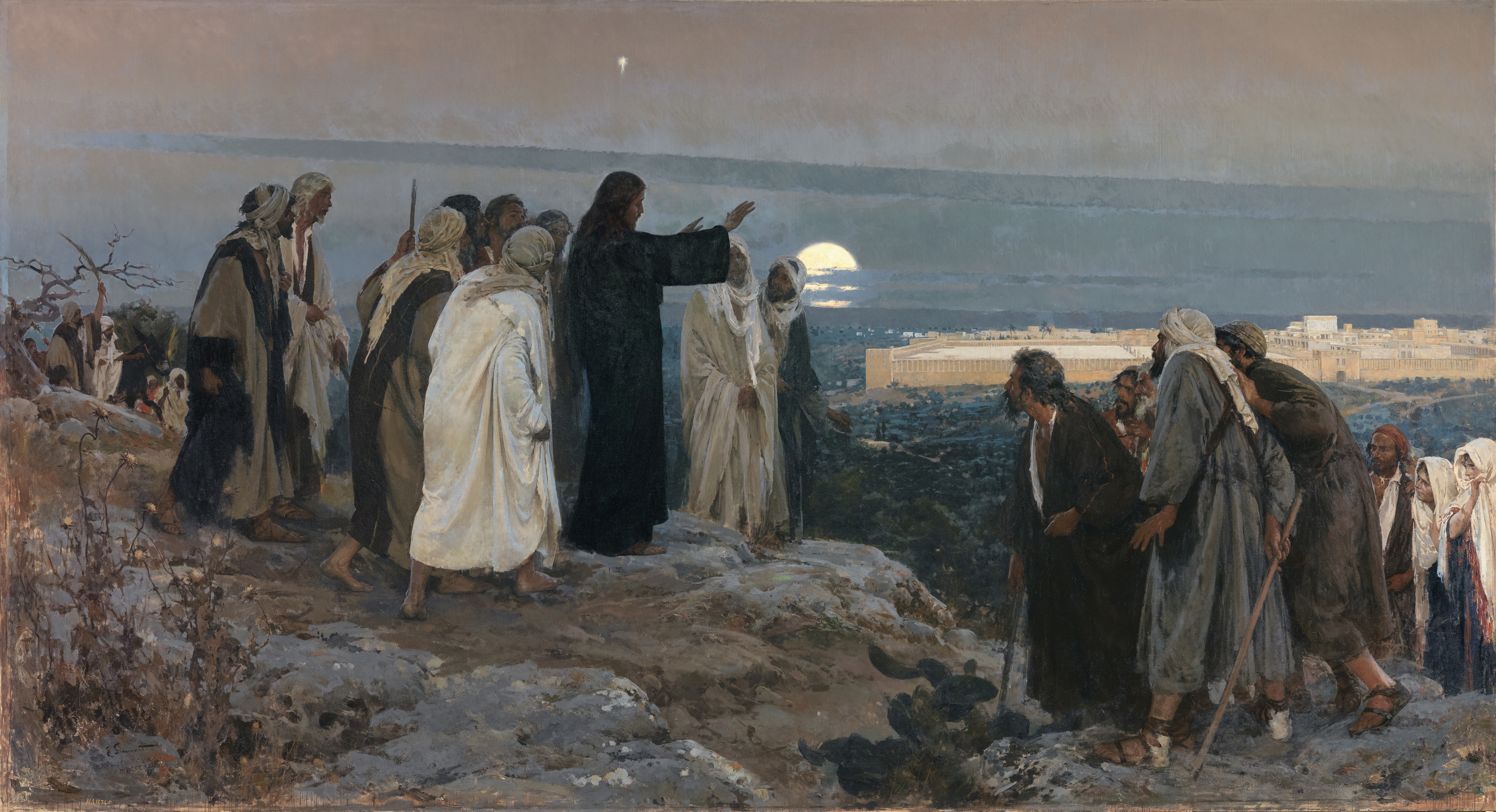
耶稣為耶路撒冷哀哭 296 x 550 cm 1892年

恩里克·西蒙奈·伦巴德（西班牙語：Enrique Simonet，1866年2月2日—1927年4月20日），是西班牙画家。

## 早期生涯
西蒙奈出生于西班牙巴伦西亚，最早是接受的教会教育，但后来从事绘画，在巴伦西亚皇家圣查理美术学院学习，后来加入到马拉加的艺术家圈子，成为马拉加画派的成员，加入到伯纳德·费尔南迪斯·巴德纳的画室。

## 工作和旅行
1887年，他得到去罗马美术学院学习的机会，在那里1890年他圣保禄被砍头《解剖心脏》，并获得了几个奖项 ，其时他在意大利各处旅游，并几次到访巴黎。1890年他到地中海周边旅行，到访耶路撒冷，并创作了《耶稣為耶路撒冷哀哭》，为此1892年获得马德里奖章，1893年获得芝加哥世界博览会奖，1896年获巴塞罗纳奖，1900年获巴黎世界博览会奖。1983年到1984年他到摩洛哥担任《图解美国和西班牙》的战地记者。

## 教师生涯
1901年，他成为巴塞罗那美术学院的艺术和自然形态教授，1911年，他成为马德里的圣费尔南多皇家美术学会成员，1921年到1922年他负责保拉私人园林设计。

## 逝世
西蒙奈于1927年去世，他的作品《圣保禄被砍头》保存在马拉加大教堂。他还创作四幅大型壁画，其中《法律的寓言》在巴塞罗那司法院，《八省寓言》在马德里司法院。